# Michael Hitchcock
Michael Hitchcock (født 28. juli 1958) er en amerikansk skuespiller, komiker, manuskriptforfatter og tv-producent.

## Tidlige liv
Hitchcock fik sin Bachelor of Science grad fra Northwestern University og en Master of Fine Arts grad fra University of California i Los Angeles. Han er uddannet på Lyons Township High School i LaGrange, Illinois.

## Udvalgt filmografi
- Waiting for Guffman (1996)
- Best in Show (2000)
- A Mighty Wind (2003)
- Serenity (2005)
- For Your Consideration (2006)
- Super 8 (2008)

### Tv-serier
- Glee (2009-)

 Dette afsnit eller denne liste er kun påbegyndt. Hvis du ved mere om emnet, kan du hjælpe Wikipedia ved at tilføje mere.